# Epidendrum crescentilobum
Epidendrum crescentilobum är en orkidéart som beskrevs av Oakes Ames. Epidendrum crescentilobum ingår i släktet Epidendrum och familjen orkidéer. Inga underarter finns listade i Catalogue of Life.